# Eduardo Cortés Cabezas
Eduardo Cortés Cabezas (Copiapó, 1859-Santiago, 4 de enero de 1916) fue un político y abogado chileno. 
Cursó el Bachillerato en Leyes en la Universidad de Chile, egresando el 22 de noviembre de 1878. Trabajó en la aduana de Valparaíso y como juez de Letras de Copiapó.
Defensor de los derechos obreros, hizo una enorme carrera social en defensa de la región de Atacama, representando en ocasiones gratis, a un sinfín de mineros y obreros que veían sus derechos vulnerados por sus empleadores. Ingresó así al Partido Radical, del cual fue director y presidente de su facción nortina.
Electo Diputado por la agrupación departamental de Copiapó, Chañaral, Vallenar y Freirina (1915-1918), integrando la Comisión permanente de Elecciones.
Falleció en el ejercicio de su cargo a un año de haber asumido, en enero de 1916, siendo reemplazado por Víctor Domingo Silva.